# العصر الذهبي للفيزياء

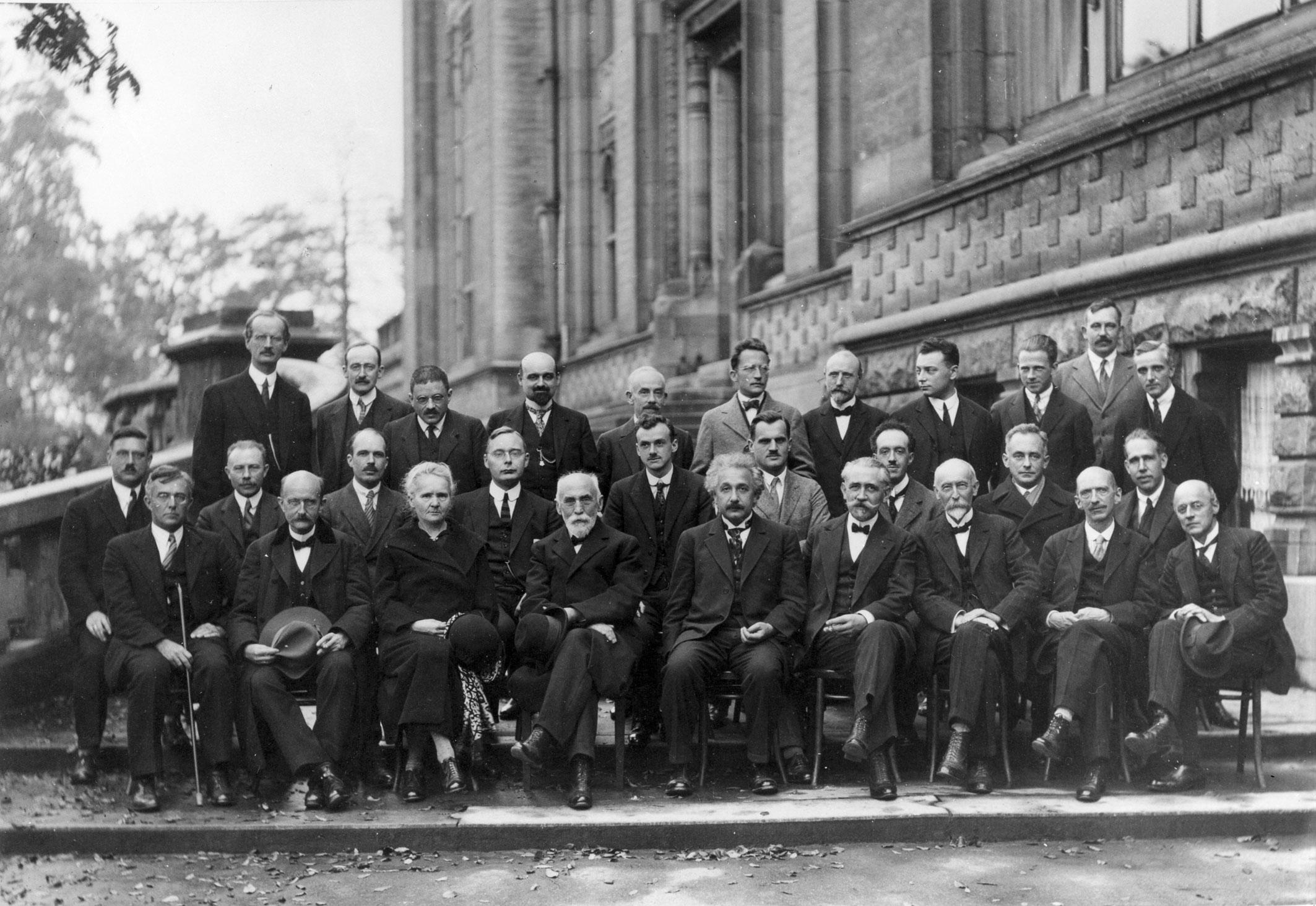
مؤتمر سولفاي الخامس عام 1927، يوجد في الصورة أبرز علماء الفيزياء مثل ألبرت أينشتاين، بول ديراك، ماري كوري، هندريك أنتون لورنتس، هندريك أنتوني كرامرز، آرثر كومبتون، إرفين شرودنغر.

يشار إلى العصر الذهبي للفيزياء بأنه أهم العصور التي حدثت فيها تقدم في مختلف مجالات الفيزياء وعلم الكونيات وعلم الفلك. فهو العصر الذي حدث فيه التقدم الكبير في الأساليب النظرية والتجريبية. فشملت هذه الفترة تطور الميكانيكا في عصر غاليليو (1564-1642) ونيوتن (1642 – 1727)، وتطور الكهرباء والمغناطيسية والبصريات في القرن التاسع عشر، بما في ذلك فاراداي، ماكسويل، وغيرهم.
فمع تطور الأدوات المستخدمة في قياس الجاذبية، وعلوم الفلك كالتلسكوب. وتطور أدوات قياس الوقت والمسافة.
استمر العصر الذهبي للفيزياء فترة طويلة. فعلى سبيل المثال، في عام 1980، توقع الفيزيائي ستيفن هوكينغ نهاية الفيزياء النظرية في غضون 20 عاما. وبحلول عام 2001، عدل توقعاته لزيادة عشرين عاما أكثر. بينما تنبأ الفيزيائي ستيفن واينبرج توحد الفيزياء بحلول عام 2050. اعتقد كلا من تاديوش لوليك، وباربارا لوليك وألف وول – مؤلفي كتاب 2001 – بأنهم في بداية العصر الذهبي للفيزياء.
أشار بول دافيس أن الثلاثون عاما الأولى من القرن العشرين هم العصر الذهبي للفيزياء، بينما يرى المؤرخين أن تلك الفترة هي بداية عصر فيزياء جديدة.
يعتبر القرن التاسع عشر هو العصر الذهبي للفيزياء. فوفقا لاميليو سيغريه، بدأ هذا العصر بنهاية القرن الثامن عشر، بعد عصر ألساندرو فولتا. سجل إنريكو في سيرته الذاتية أن العصر الذهبي بدأ مع اكتشاف مبدأ حفظ الطاقة في منتصف القرن التاسع عشر. واستمر هذا العصر في رأيه من عام 1925 إلى عام 1927. بينما بدأ العصر الذهبي للفيزياء غير الخطية عام 1950 واستمر حتى عام 1970. ثم أتى بعد ذلك العصر الذهبي للفيزياء النووية، والذي استمر لأكثر من عقدين من منتصف الثلاثينيات إلى منتصف الخمسينات. ولذلك يمكن القول بأن العصر الذهبي للفيزياء بشكل عام بدأ في نهاية عشرينات القرن الماضي.
العصر الذهبي للفيزياء القيّمة كان في القرن الثامن عشر، مع ظهور المحاضرين البارزين مثل جون كيل وجون ثيوفيلوس ديساجليرز وويليام ويتون، الذين اخترعوا جميع أدوات الفيزياء الحديثة الخاصّة بالمحاضرات.
.